# 麻生良文
麻生 良文（あそう よしぶみ、1959年 - ）は、日本の経済学者。専門は公共経済学。慶應義塾大学法学部教授。郵政省郵政研究所研究官、財務省財務総合政策研究所統括主任研究官等を歴任。

## 人物
1984年 慶應義塾大学法学部法律学科卒業、1986年 一橋大学大学院経済学研究科修士課程修了、経済学修士。1989年一橋大学大学院経済学研究科博士課程単位取得退学。指導教官は野口悠紀雄。
郵政省郵政研究所研究官、新潟大学経済学部助教授、日本大学経済学部助教授、一橋大学経済研究所助教授等を経て、2004年から慶應義塾大学法学部政治学科教授。2006年財務省財務総合政策研究所総括主任研究官。専門は財政学・公共経済学で、公的年金制度の研究などを行う。

## 略歴
- 1984年 - 慶應義塾大学法学部法律学科卒業[1]
- 1986年 - 一橋大学大学院経済学研究科修士課程修了[1]
- 1989年 - 一橋大学大学院経済学研究科博士課程単位取得退学[1]
- 1989年 - 一橋大学経済学部助手[4][5]
- 1990年 - 郵政省郵政研究所研究官[5][4]
- 1991年 - 新潟大学経済学部専任講師[5][4]
- 1992年 - 新潟大学経済学部助教授[5][4]
- 1997年 - 日本大学経済学部助教授[5][4]
- 1999年 - 一橋大学経済研究所助教授[5][4]
- 2001年 - 慶應義塾大学法学部政治学科助教授[5][4]
- 2004年 - 慶應義塾大学法学部政治学科教授[1][4]

## 著作
- 『公共経済学』有斐閣 1998年
- 『マクロ経済学入門』ミネルヴァ書房 2009年
- 『英語で学ぶ日本経済』（共著）有斐閣 2010年
- 『ミクロ経済学入門』ミネルヴァ書房 2012年
- 『財政学15講』（小黒一正,鈴木将覚と共著）新世社 2018年